# ダイオーエンジニアリング
ダイオーエンジニアリング株式会社（DAIO ENGINEERING CO.,LTD）は、大王製紙グループのエンジニアリング会社。
環境関連機器などのエンジニアリング、産業用機械・動力機械の製作・修理・管理・販売や検査装置･自動製函などの電子機器の製造･販売を手がけている。

## 概要
環境エンジニアリング事業では、リサイクル設備や装置の製造、大気浄化や水質浄化設備の建設を行い、2011年には、40年にわたる環境関連整備の技術開発が認められ「愛媛県認定優良循環型事業所」に選ばれた。
電子機器事業部では、光センサー式枚数計や磁気・ICカード検査装置等の開発から制作・販売までを行っており、2012年7月には、微弱な電波を使用して鶏卵パックの中身を検査する「鶏卵中身有無検査装置」の開発を行い、特許を取得している。
2013年4月1日、同社の大株主であり大王製紙の連結子会社であるダイオーメンテナンス株式会社を吸収合併、メンテナンス事業部とした。

## 事業所
- 本社・三島朝日工場 - 愛媛県四国中央市三島朝日1丁目10-13
- 本店・三島寒川工場 - 愛媛県四国中央市寒川町4765-2
- 三島事業所 - 愛媛県四国中央市村松町930-2（大王製紙三島工場内）
- 東京支店 - 東京都豊島区北大塚1丁目14-13 大塚浅見ビル8階
- 大阪支店 - 大阪府大阪市中央区備後町4丁目1-3 御堂筋三井ビル10階
- 小田原事業所 - 神奈川県足柄上郡大井町金手22-9 大津ビル
- 可児事業所 - 岐阜県可児市土田500（大王製紙可児工場内）
- 赤平事業所 - 北海道赤平市共和町199-5（エリエールペーパー赤平工場内）
- いわき事業所 - 福島県いわき市南台4丁目3-6（いわき大王製紙内）
- 富士宮事業所 - 静岡県富士宮市野中町329（エリエールペーパー富士宮工場内）
- 大日事業所 - 静岡県富士市新橋町9-1（大日製紙内）
- 富士事業所 - 静岡県富士市依田橋町7-34（ダイオーペーパープロダクツ富士工場内）
- 島田事業所 - 静岡県島田市宝来町8-1（ダイオーペーパープロダクツ島田工場内）
- テクセル事業所 - 岐阜県可児市今東山677-1（エリエールテクセル内）
- 津山事業所 - 岡山県津山市川崎200-1（ダイオーペーパーテクノ内）
- 加古川事業所 - 兵庫県加古川市別府町西脇2-34（ダイオーペーパーテクノ加古川工場内）
- 大津事業所 - 滋賀県大津市馬場1丁目15-15（大津板紙内）
- 徳島事業所 - 徳島県徳島市川内町中島635（ダイオーペーパープロダクツ徳島工場内）